# 2 Broke Girls
2 Broke Girls è una serie televisiva statunitense prodotta dal 2011 al 2017. Creata per la Warner Bros. Television da Michael Patrick King e Whitney Cummings, e interpretata da Kat Dennings e Beth Behrs, racconta le vicende di due cameriere di Brooklyn che cercano di farsi strada nel mondo del lavoro.
La serie vanta nove candidature agli Emmy Awards e una vittoria, nel 2012, per la miglior direzione artistica.
2 Broke Girls è stata trasmessa in prima visione assoluta negli Stati Uniti da CBS. In Italia ha debuttato in prima visione pay nel 2012, in onda sui canali Mediaset Premium, mentre in chiaro è trasmessa da Italia 1 dal 2013.

## Trama
New York. Nei bassifondi di Brooklyn c'è una tavola calda, il Williamsburg Diner, gestita da un personale oltremodo singolare. A portare avanti da sola l'intera baracca c'è Max, una cameriera risoluta e sarcastica: un po' disillusa per via della sua condizione sociale, la ragazza vede di conseguenza la vita con molto cinismo. Tuttavia possiede delle grandi doti culinarie che esprime attraverso la sua specialità, dei cupcake che vende con discreto successo all'interno del locale. Frequenti sono i suoi battibecchi con Oleg, il cuoco d'origini ucraine, dai modi e linguaggi oltremodo osceni, e col proprietario Han, un immigrato coreano timido e impacciato; l'unico collega con cui va d'accordo è Earl, l'anziano cassiere con la passione della musica.
Questa movimentata ma in fin dei conti scialba routine, che non dà alla ragazza prospettive per il futuro, cambia radicalmente quando le viene affiancata una nuova collega, Caroline, che si rivela essere una ex rampolla dell'alta società caduta in rovina. Maldestra e del tutto incapace nel mestiere, pur di fronte a dei prematuri giudizi viene presa da Max sotto la sua ala protettiva, ospitandola come coinquilina a casa sua e stabilendo con lei una bizzarra ma sincera amicizia.
Nonostante l'apparenza, Caroline è una ragazza decisamente sveglia, dotata di molta inventiva e di uno spiccato senso imprenditoriale. Notando la maestria culinaria dell'amica, le propone di sfruttare questa sua dote in modo più proficuo, così da diventare socie d'affari: con le mance della tavola calda e la vendita dei cupcake, cercano di mettere insieme quanti più soldi possibili per aprire una pasticceria, affinché entrambe possano riscattarsi dalle rispettive situazioni. A dar loro una mano arriva inoltre Sophie, eccentrica vicina di casa polacca, una donna in carriera che le prende in simpatia e le aiuta a emergere nel difficile mondo degli affari.

## Episodi
Il 14 marzo 2012 la serie è stata rinnovata per una seconda stagione, cui il 27 marzo 2013 è seguito il rinnovo anche per una terza stagione. Nel marzo del 2014 la serie è stata rinnovata per una quarta stagione. Il 12 marzo 2015 viene rinnovata per la quinta stagione. Il 25 marzo 2016 viene rinnovata per una sesta (e poi ultima) stagione.
| Stagione         | Episodi | Prima TV USA | Prima TV Italia |
| ---------------- | ------- | ------------ | --------------- |
| Prima stagione   | 24      | 2011-2012    | 2012            |
| Seconda stagione | 24      | 2012-2013    | 2013            |
| Terza stagione   | 24      | 2013-2014    | 2014            |
| Quarta stagione  | 22      | 2014-2015    | 2015            |
| Quinta stagione  | 22      | 2015-2016    | 2016            |
| Sesta stagione   | 22      | 2016-2017    | 2017            |

## Personaggi e interpreti

### Personaggi principali
- Max George Black (stagioni 1-6), interpretata da Kat Dennings, doppiata da Alessia Amendola.
È una ragazza cinica e disillusa, che vede la vita con molta piattezza e negatività a causa della sua condizione sociale e il suo triste passato, nel quale non ha mai conosciuto il padre e ha dovuto imparare a fare tutto da sola a causa di una madre negligente, alcolizzata e drogata. La sua esistenza cambia quando incontra Caroline, che trova in principio insopportabile e totalmente incapace di lavorare, per poi ricredersi quando quest'ultima le fa notare le opportunità che le sue doti culinarie potrebbero offrirle, finendo così per vivere insieme e progettare la loro azienda. Grazie all'amicizia di Caroline, Max imparerà a essere più gentile e amichevole, rimanendo comunque molto sarcastica.
- Caroline Wesbox Channing (stagioni 1-6), interpretata da Beth Behrs, doppiata da Ilaria Latini.
È una ex-ricca rampolla proveniente dai quartieri alti di Manhattan. Persi tutti i suoi possedimenti quando il padre finisce in carcere per un truffaldino "schema Ponzi", si vede da allora costretta a lavorare per guadagnarsi da vivere. La mancanza di senso pratico le porta spesso problemi nella "normale" vita di tutti i giorni, ma ha un buon talento per gli affari. Intuisce subito il potenziale di Max, convincendola a unire le forze per aprire un'impresa di cupcake. Con il passare del tempo, si mostra sempre più insofferente alla vita da povera. Parla anche francese, giapponese e cantonese.
- Earl Washington (stagioni 1-6), interpretato da Garrett Morris, doppiato da Gerolamo Alchieri.
È un vispo e arzillo settantenne che lavora come cassiere presso la tavola calda, e che nonostante l'età non disdegna l'improvvisarsi disc jockey o il lasciarsi andare ai piaceri della marijuana. Lui e Max hanno un ottimo rapporto, tanto che la ragazza lo considera come uno di famiglia.
- Oleg Golishevsky (stagioni 1-6), interpretato da Jonathan Kite, doppiato da Alessandro Budroni.
È il cuoco ucraino della tavola calda, un uomo ambiguo e perverso, soprattutto per quanto riguarda le sue molte e disgustose "abitudini" sessuali di cui non prova alcuna vergogna. Lancia molte frecciate a doppio senso alle due cameriere, nel vano tentativo di far colpo su di loro, ma finirà per innamorarsi di Sophie, infatti la sposerà e la renderà madre di una bambina, Barbara.
- Han Lee (stagioni 1-6), interpretato da Matthew Moy, doppiato da Gianluca Crisafi.
È il direttore della tavola calda. Di origini sudcoreane, è sempre in cerca di una trovata originale per favorire gli introiti del locale, finendo spesso con il combinare pasticci. È una persona molto timida, inibita e impacciata, con la fobia dell'approccio con le donne; Max infierisce spesso, con taglienti battute, su questa debolezza nonché sulla sua bassa statura. Nonostante ciò, Han vuole molto bene a Max e anche a Caroline e ogni volta che può dà un piccolo aiuto per realizzare il loro progetto.
- Sophie Kaczynski (stagioni 2-6,[12] ricorrente 1), interpretata da Jennifer Coolidge, doppiata da Antonella Alessandro.
È un'avvenente donna polacca, da poco trasferitasi nello stesso condominio di Max e Caroline. Possiede un'azienda di pulizie a domicilio. Il suo abbigliamento appariscente e i suoi modi civettuoli sono i suoi tratti distintivi. Prende in simpatia le due ragazze, soprattutto perché le danno sempre cupcake gratis, e dà tanti consigli per affrontare il mondo degli affari. Diventa in breve l'oggetto del desiderio di Oleg, con il quale si sposerà e avrà una bambina, Barbara.

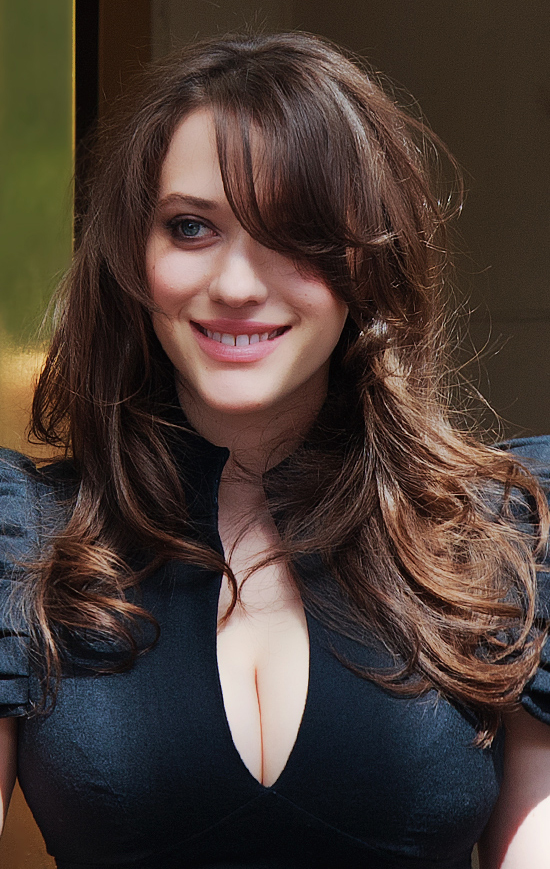
Kat Dennings interpreta Max
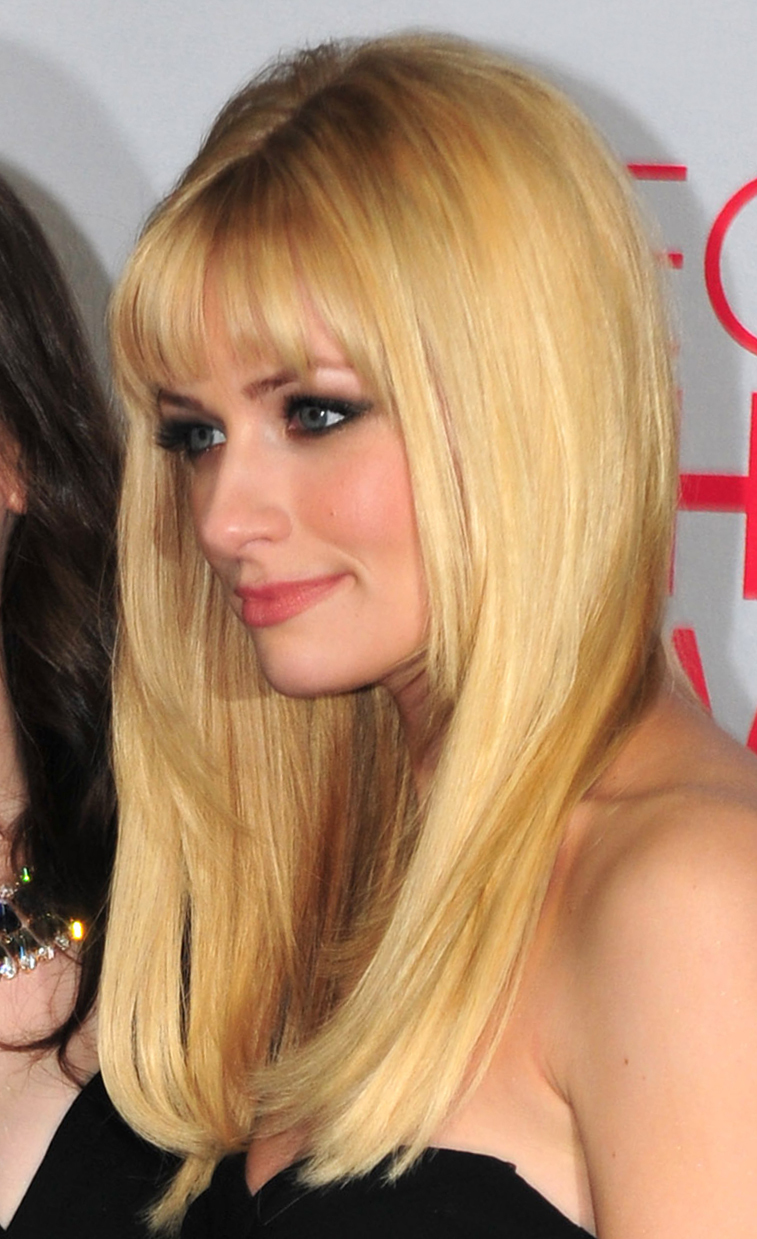
Beth Behrs interpreta Caroline
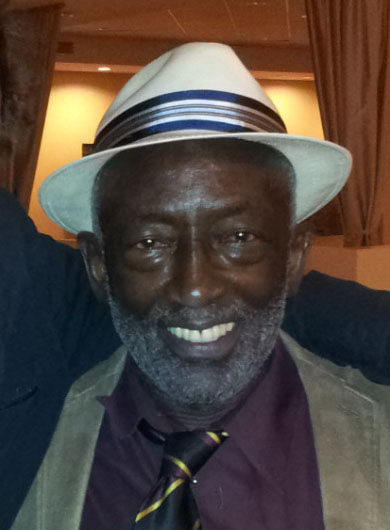
Garrett Morris interpreta Earl
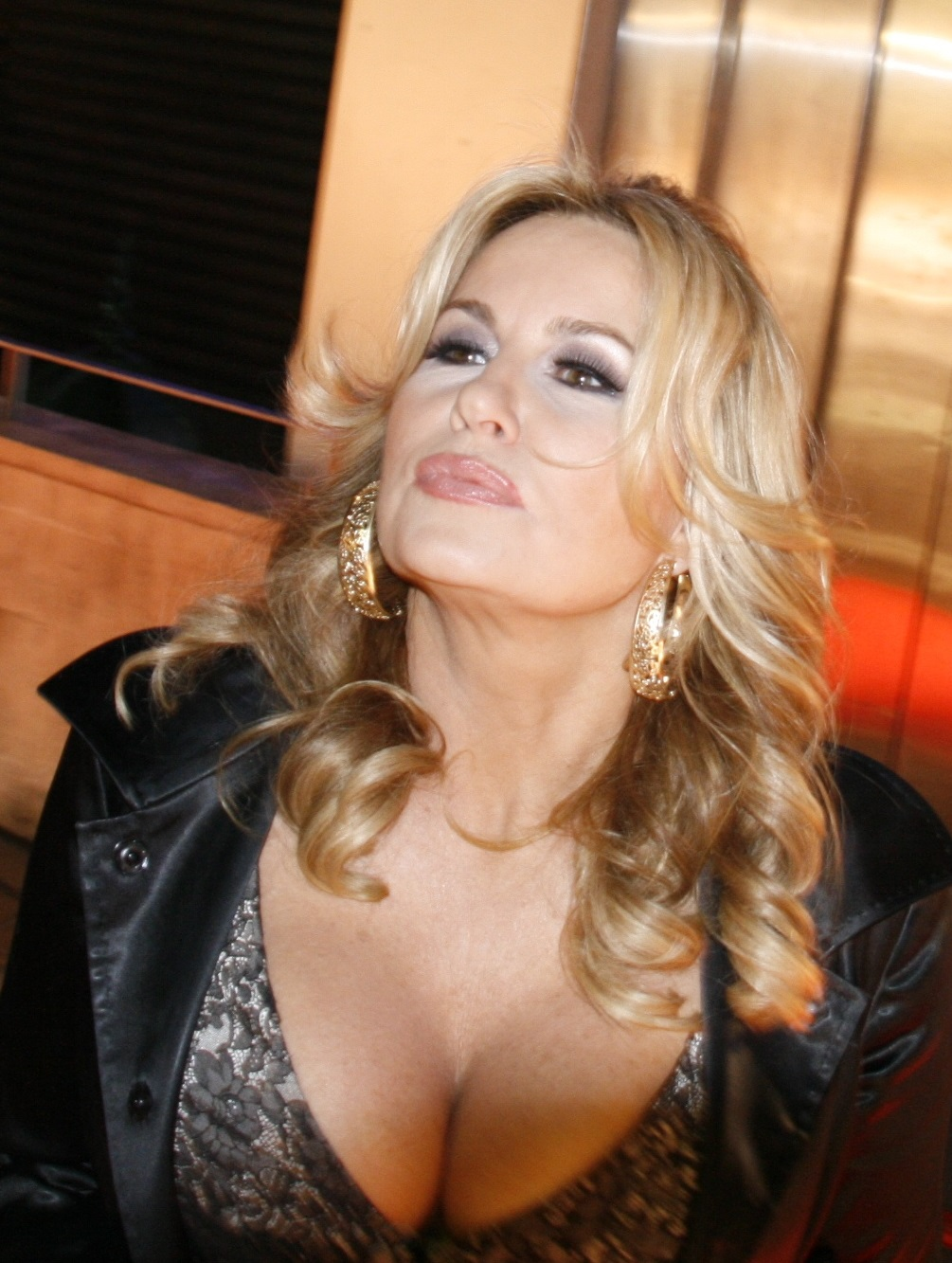
Jennifer Coolidge interpreta Sophie

### Personaggi secondari
- Chestnut (stagioni 1-6).
È il cavallo di Caroline, l'ultimo lascito della sua vecchia e agiata vita nell'alta società. Vive con lei e Max nel giardino del loro appartamento e viene spesso trattato come un cane, ma è amato da entrambe le sue padrone.
- Peach Landis (stagione 1), interpretata da Brooke Lyons, doppiata da Ughetta d'Onorascenzo.
È la ricca e superficiale datrice di lavoro di Max, presso la quale quest'ultima fa un secondo lavoro come baby-sitter, curandosi dei gemelli "Brangelina". Come già evidente dalla sua blanda e patinata maternità, per Peach conta solo l'apparenza, apportando spesso assurde modifiche alla sua vita pur di mantenere alta la sua popolarità. Max decide di non lavorare più per lei, capendo che al momento la cosa di cui ha più bisogno è investire tutte le sue energie nella sua attività di cupcake insieme a Caroline.
- Johnny (stagioni 1-2), interpretato da Nick Zano, doppiato da Fabrizio Vidale.
È un barista e artista di strada, cliente abituale della tavola calda, con il quale Max ha un rapporto particolare. Sebbene entrambi dimostrino dei seppur velati reciproci interessi sentimentali, fra i due non si sviluppa un legame poiché Johnny è già legato a un'altra ragazza. Solo quando lui e la ragazza si lasciano, inizia una relazione con Max che però non dura.
- Andy (stagione 2, guest 5-6), interpretato da Ryan Hansen.
È il proprietario di un negozio di caramelle e dolciumi, con cui Caroline inizia una relazione, ostacolata dal fatto che la ragazza è troppo presa dal lavoro con l'impresa di cupcake. Caroline lo rivede dopo anni dalla fine della loro storia, scoprendo che è in procinto di sposarsi.
- Martin Channing (stagioni 1-5), interpretato da Steven Weber (stagioni 2-5), doppiato da Stefano Thermes.
È il padre di Caroline, finito in prigione per frode. A dispetto di tutto è un padre affettuoso, per questo Max, non avendo mai conosciuto suo padre, ha un debole per lui.
- Luis (stagione 3), interpretato da Federico Dordei, doppiato da Nanni Baldini.
È il nuovo cameriere della tavola calda, ostentatamente gay. Si infatua di Oleg, tentando in ogni maniera di destare il suo interesse.
- Nicolas Saint-Croix (stagione 3), interpretato da Gilles Marini.
È un "maestro fornaio" francese che insegna alla Manhattan School of Pastry, istituto a cui Max si iscrive per ottenere un diploma di chef. Calamita l'interesse di Caroline, che tuttavia cerca di respingere i suoi approcci poiché restia a frequentare un uomo già sposato. La scuola di pasticceria chiude quando Nicolas si vede costretto a farsi perdonare dalla moglie, dopo che lei ha sorpreso Max e Caroline nell'appartamento del marito, nonostante lui avesse cercato di nasconderle.
- Bebe (stagione 3), interpretata da Mary Lynn Rajskub e doppiata da Ughetta d'Onorascenzo.
È una nevrotica assistente di chef Nicolas alla Manhattan School of Pastry. Tornata al lavoro dopo un periodo di cure in una clinica psichiatrica, mostra una passione smodata per i cani. Tornerà in Canada per sottoporsi all'ennesima cura psichiatrica.
- Deacon "Deke" Bromberg (stagione 3), interpretato da Eric André, doppiato da Paolo Vivio.
È uno studente della scuola di pasticceria. Tra lui e Max scatta un sentimento reciproco, osteggiato dal fatto che Deke sia il rampollo di una facoltosa famiglia dei quartieri alti; tuttavia, il ragazzo cerca in tutti i modi di smarcarsi dall'ingente patrimonio dei suoi, tanto da vivere in un cassonetto (attrezzato però con tutti i comfort) davanti al diner di Han. Lui e Max intraprendono una relazione, ma poi i genitori del ragazzo impongono a Deke di non frequentare più Max dato che i loro amici sono stati truffati dal padre di Caroline. Nonostante tutto Deke decide di restare con Max, anche se i suoi genitori gli tagliano i viveri, però alla fine è Max a lasciarlo, perché pur amandolo è ben consapevole che Deke non riuscirebbe mai a prendersi cura di se stesso senza il denaro della sua famiglia.
- John "Big Mary" (stagioni 3-4), interpretato da Patrick Cox, doppiato da Roberto Stocchi.
È un collega di Max e Deke alla scuola di pasticceria. Omosessuale e dall'imponente mole fisica, è di fatto uno dei "leader" della classe. Verrà poi assunto alla pasticceria "L'Estasi" e convincerà Max a presentare una domanda d'assunzione.
- Joedth "Jo" (stagione 4), interpretata da Sandra Bernhard, doppiata da Alessandra Korompay.
È la cinica e lesbica proprietaria della pasticceria "L'Estasi" dove Max e Caroline vengono assunte.
- Nashit Terrence O'Brien (stagione 4), interpretato da Austin Falk, doppiato da Flavio Aquilone.
È un affascinante ragazzo irlandese che viene prima assunto come cameriere nella pasticceria "L'Estasi", poi licenziato a causa della sua scarsa capacità. Verrà poi assunto al diner come lavapiatti. Inizia una relazione con Max che termina quando la madre lo riporta in Irlanda.
- Randy Walsh (stagione 5-6), interpretato da Ed Quinn, doppiato da Fabrizio Vidale.
È un avvocato che Max e Caroline conoscono durante il loro viaggio a Los Angeles. Subito tra lui e Max scocca la scintilla e i due iniziano una relazione, troncata dall'uomo in quanto non se la sente di avere una storia a distanza. Tuttavia decide di andare a New York e così lui e Max tornano insieme dando così inizio a una tormentata relazione di "lascia e riprendi", fino a fidanzarsi ufficialmente.
- Bobby Ferraro (stagione 6), interpretato da Christopher Gorham, doppiato da Mirko Mazzanti. 
È un imprenditore edile che si occupa della ristrutturazione del bar pasticceria dopo l'alluvione. Tra lui e Caroline scocca immediatamente la scintilla.

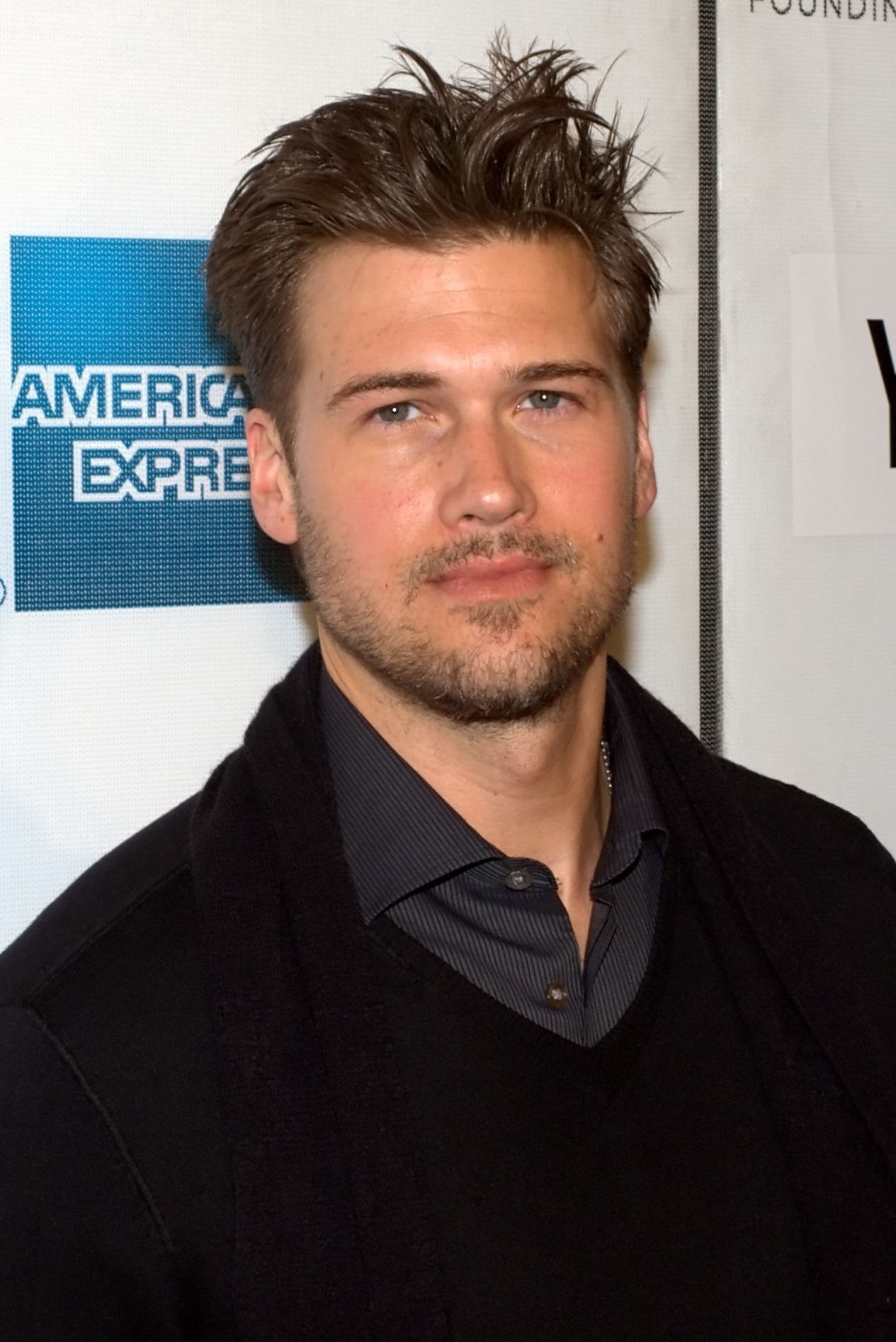
Nick Zano interpreta Johnny
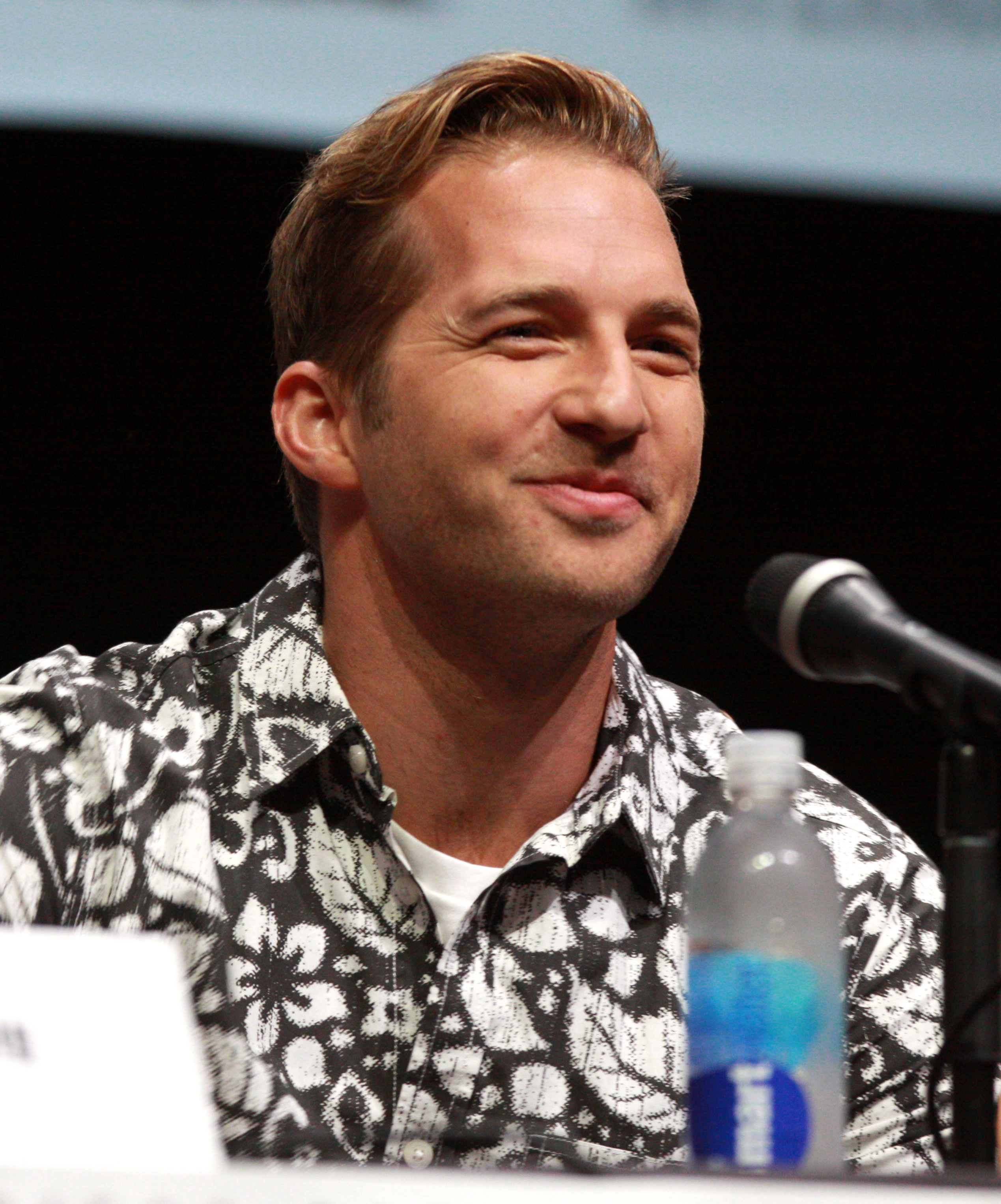
Ryan Hansen interpreta Andy
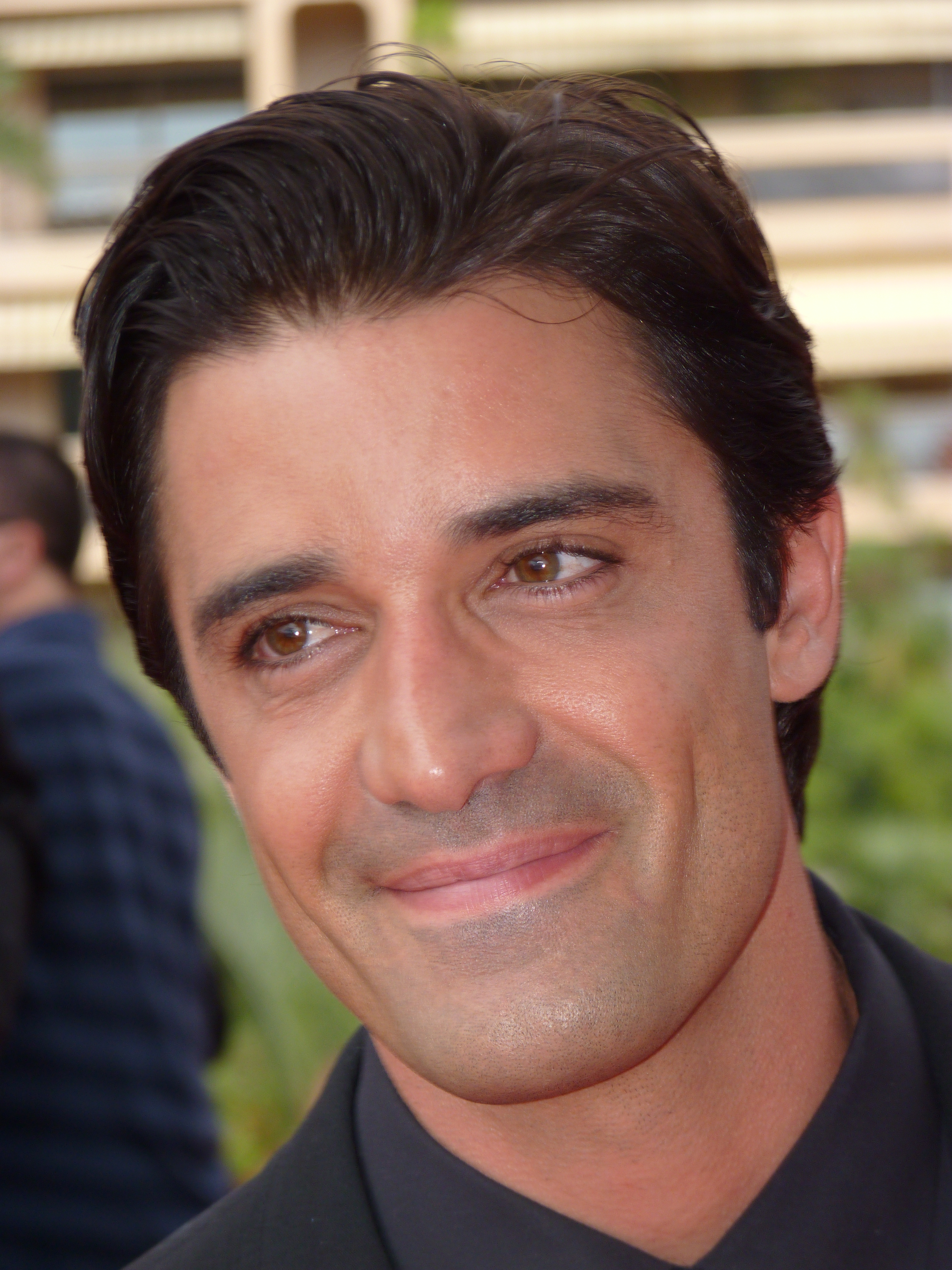
Gilles Marini interpreta Chef Nicolas
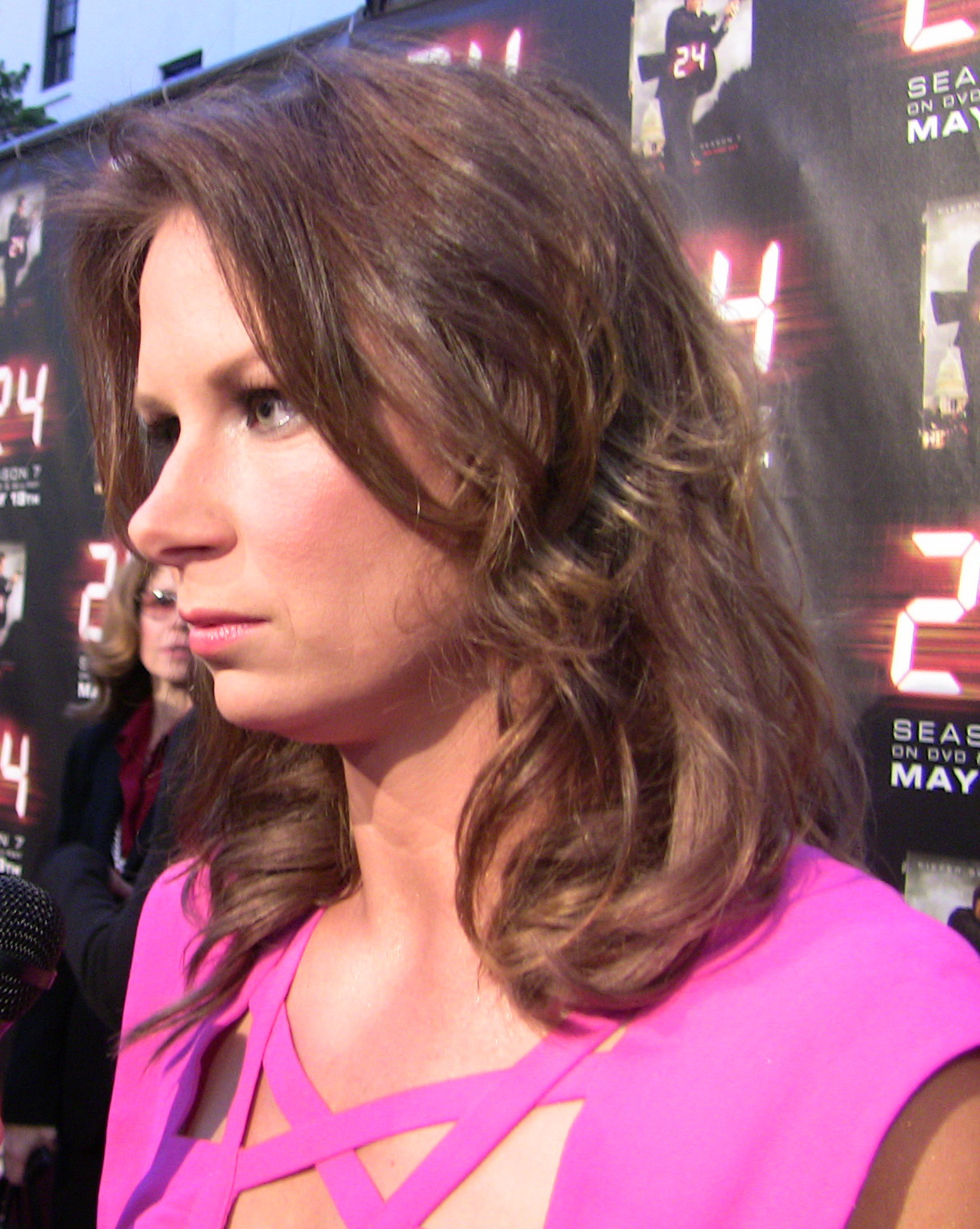
Mary Lynn Rajskub interpreta Bebe
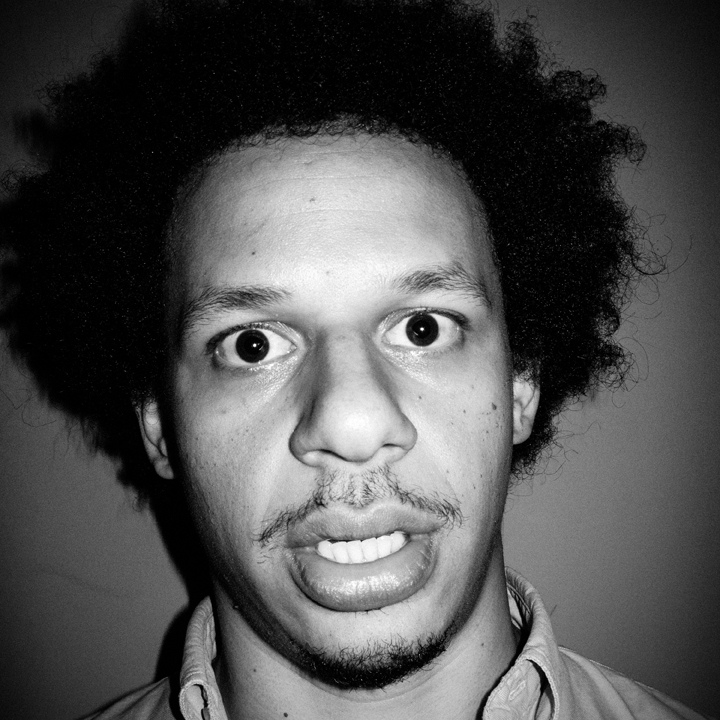
Eric André interpreta Deke
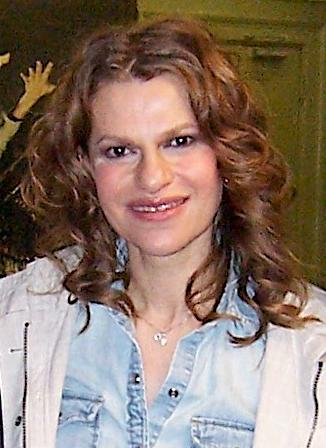
Sandra Bernhard interpreta Jo
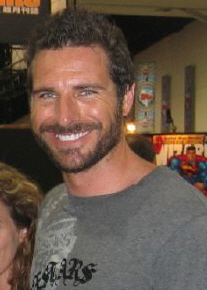
Ed Quinn interpreta Randy
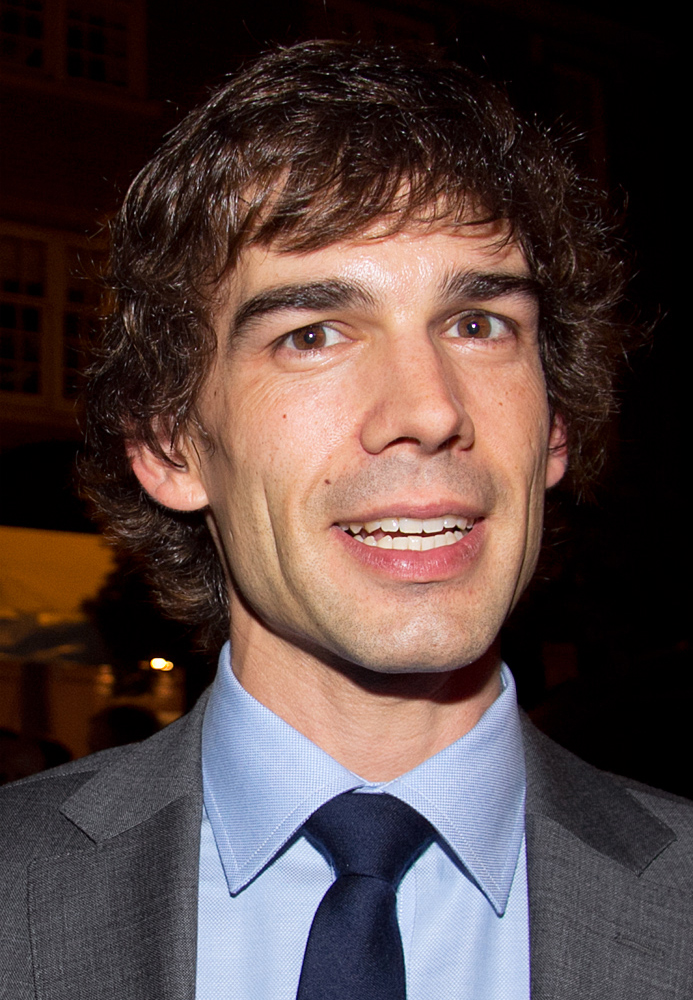
Christopher Gorham interpreta Bobby

## Produzione

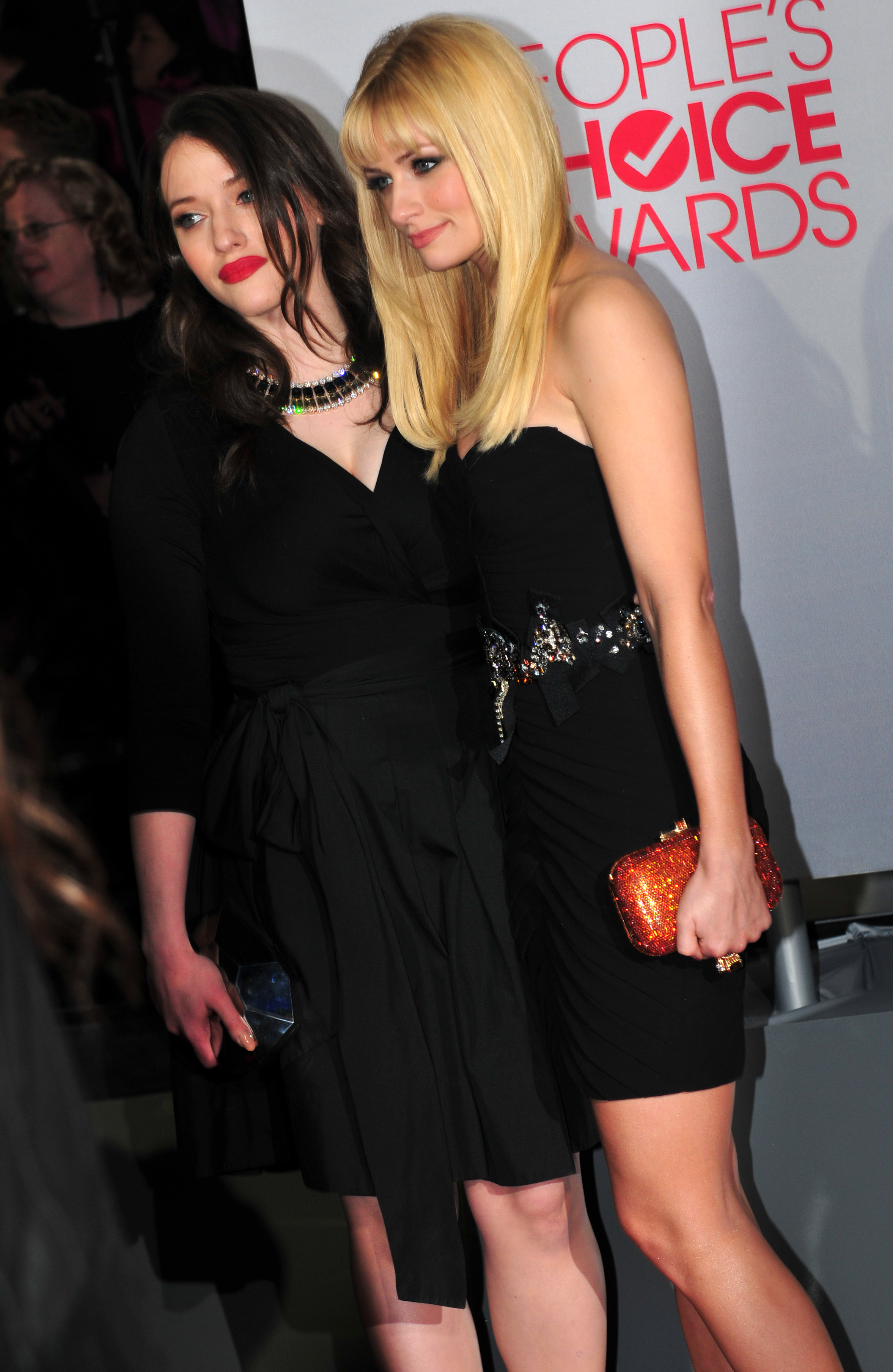
Da sinistra: le due protagoniste della sitcom, Dennings e Behrs, ai People's Choice Awards 2012

Ancor prima che la serie fosse mandata in onda, l'episodio pilota, allora nemmeno sviluppato, è stato oggetto di una guerra di offerte, conclusasi con la CBS che ha siglato l'accordo il 10 dicembre 2010 e ordinato ufficialmente la produzione della serie il 13 maggio dell'anno successivo. È stato uno dei due programmi televisivi commissionati per la stagione televisiva 2011-12 per il quale Whitney Cummings è stata produttrice e co-creatrice, assieme a Whitney, che è stata acquistata da NBC seppur cancellata dopo due stagioni.
Kat Dennings fu la prima ad essere stata ingaggiata nel ruolo di Max il 18 febbraio 2011. Una settimana dopo, quindi il 25 febbraio, Beth Behrs ha vinto il provino per recitare come Caroline, battendo altre attrici affermate designate per la parte. Matthew Moy, Garrett Morris e Jonathan Kite sono stati gli ultimi tre ad essere inseriti nel cast principale della prima stagione il 16 marzo 2011.
Il programma, registrato in uno studio in diretta di fronte a un pubblico, ha subito diversi cambi di orario di messa in onda: ha infatti debuttato il lunedì sera alle 21:30 subito dopo la programmazione della sitcom Due uomini e mezzo, mantenendosi alla medesima fascia temporale fino alla terza stagione, la quale è stata rinnovata il 27 marzo 2013. L'8 aprile 2014, 2 Broke Girls è stato spostato allo slot delle  20:00 di lunedì sera, andando a sostituire How I Met Your Mother, giunta al termine due settimane prima. Intanto, il 13 marzo la serie era stata rinnovata per una quarta stagione, la quale non debuttò assieme alle altre serie televisive statunitensi a fine settembre, bensì il 27 ottobre. Ciò accadde a causa della scelta di trasmettere per alcune settimane il Thursday Night Football e, poiché esso avrebbe rimpiazzato The Big Bang Theory, la CBS ha deciso di sostituire quest'ultima al timeslot di 2 Broke Girls fino al 20 ottobre, per poi tornare ad essere trasmessa di giovedì. Questa analoga situazione si presentò anche l'anno successivo, con la sostanziale differenza che 2 Broke Girls venne inserita nel timeslot del giovedì sera a partire dal 12 novembre 2015, che rappresenta la data di debutto della quinta stagione. Per il midseason, il programma venne nuovamente spostato, a partire dal 6 gennaio 2016, di mercoledì. Poiché la nuova serie Angel from Hell venne cancellata dopo solo cinque episodi, 2 Broke Girls poté tornare a essere messo in onda di giovedì a partire dal 18 febbraio 2016.
Il 12 maggio 2017, CBS rivelò ufficialmente di aver cancellato la serie dopo sei stagioni, citando come cause principali il notevole calo di ascolti e la volontà da parte dell'emittente televisiva di finanziare la produzione di tre nuove sitcom previste per l'autunno dello stesso anno.

## Riconoscimenti
- 2012 – Premio Emmy
  - Miglior direzione artistica per una serie multi-camera a Glenda Rovello
- 2012 – People's Choice Awards
  - Miglior nuova serie televisiva commedia
- 2013 – BMI Film & TV Award
  - BMI TV Music Award a Peter Bjorn and John